# Park Bong-gon gachulsageon
Park Bong-gon gachulsageon (박봉곤 가출 사건?), noto anche con il titolo internazionale The Adventures of Mrs Park, è un film del 1996 diretto da Kim Tae-gyun.

## Trama
Park Bong-gon, stufa dei continui sbalzi d'umore del marito, decide di fuggire e di seguire il sogno che coltivava fin dall'infanzia: diventare una cantante. Il marito, tuttavia, per niente intenzionato a lasciar andare via la donna, assume un investigatore privato per riportarla a casa; l'uomo, tuttavia, si innamora di Bong-gon.

## Distribuzione
In Corea del Sud la pellicola ha goduto di una distribuzione a livello nazionale, a partire dal 21 settembre 1996.